# Lycaena mithridates
Lycaena mithridates är en fjärilsart som beskrevs av Otto Staudinger 1878. Lycaena mithridates ingår i släktet Lycaena och familjen juvelvingar. Inga underarter finns listade i Catalogue of Life.